# 東京グレートベアーズ
東京グレートベアーズ（英名：Tokyo Great Bears）は、ネイチャーラボにより発足された男子バレーボールクラブである。2025-26シーズンはSV.LEAGUE MENに所属。

## 概要
運営は株式会社ネイチャーラボのグループ会社である「株式会社グレートベアーズ」。
2022年6月、V.LEAGUE DIVISION1のFC東京がネイチャーラボにチーム譲渡されたことにより発足した。
チーム名の「グレートベアーズ」とは、おおぐま座の一部である北斗七星の7つの星を選手とサポーターに因み、人や地域、世界をつなぐ存在を目指す意気込みを込めたものである。
チームマスコットは、おおぐま座をモチーフとした「グレベアくん」で、2022年8月16日に発表された。チーム譲渡された6月1日が誕生日で、チームカラーの1つであるピンク（情熱、炎、好奇心をイメージ）が体の色になっている。

## 歴史

### チーム譲受からクラブ設立
2021年12月8日、V.LEAGUE DIVISION1（V1男子）所属でチームの前身であるFC東京が2022年5月末をもって活動休止すると発表した。それを受けて美容健康雑貨を手掛けるネイチャーラボがチーム譲受に向けて動いたのが始まりである。
2022年4月26日、FC東京からのチーム譲受が確定し、チームがそのままV1に在籍することを発表した（5月まではFC東京として活動）。
2022年5月、ネイチャーラボのグループ会社としてチーム運営会社「株式会社グレートベアーズ」を設立した。
2022年6月13日、チーム名を「東京グレートベアーズ」と発表した。
2022年6月15日、12選手との選手契約を締結したと発表した。その12名は、FC東京に在籍していた最終メンバー全員に該当する（FC東京より退団が発表された選手を除く）。17日には、FC東京でのプレー経験がある野瀬将平の移籍加入と2022-23シーズン新体制（スタッフ紹介）を発表した。
2022年10月27日、東京都と連携協定を締結した。

### 2022-23シーズン
チームは、「バレーボールだけをしていてはだめだ」という考えを持ち、選手自らがSNSで積極的に発信し、V1男子のホームゲームでは、演出にこだわり、バレーボールだけでなく1つのエンターテイメントとして楽しませることをコンセプトとした。その集大成となったのが、2023年3月4-5日の有明コロシアムのホームゲームで、5日のジェイテクトSTINGS戦では、8142人の入場者数を記録し、V.LEAGUE MEN（2018-19シーズン以降）の新記録を樹立した。試合でも、フルセットの激戦の末、勝利を収めた。リーグ戦の成績の方は、FC東京の昨シーズンから順位を上げれず8位に留まったが、入替戦は回避しV1残留を決めた。
2023年3月15日、V1チームのため出場権が与えられていた第71回黒鷲旗全日本選抜大会の出場辞退を表明した。それに続き、春よりビーチバレープロジェクトを開始することも明らかにした。
2023年4月26日、イタリア・セリエAのパッラヴォーロ・パドヴァと戦略的クラブパートナーシップを締結したと発表した。それにより、互いの国におけるブランド認知向上や、人材交流、ビジネス機会の創出などにおいて、互いの知識経験を共有する。
2022-23シーズン終了をもって、真保綱一郎が契約満了により監督を退任。新監督に、フィンランド出身でウルフドッグス名古屋のコーチも経験しているカスパー・ヴオリネンの就任が決定した。

### 2023-24シーズン
カスパー体制1シーズン目。日本代表の深津旭弘と柳田将洋を補強し、チーム強化を図った。
2024年3月3日、V1男子の日本製鉄堺ブレイザーズ戦で8749人の入場者数を記録し、前シーズンに達成したV.LEAGUE MEN（2018-19シーズン以降）の記録をさらに更新した。

### 2024-25シーズン
SVリーグに参戦。登記上のホームコートは国立代々木競技場（渋谷区）の主に第2体育館で開催するとしたが、実際には都内各地での巡回開催の形式をとっている。

#### レギュラーシーズンの試合会場
- 有明コロシアム（江東区）：8試合
- 国立代々木競技場第2体育館（渋谷区。登記上ホームコート）：6試合
- 東京体育館（新宿区）：4試合
- アリーナ立川立飛（立川市）：2試合
- 武蔵野の森総合スポーツプラザ（調布市）：2試合

2025年3月1日、2024-25シーズン第17節の大阪ブルテオン戦でマチェイ・ムザイが相手チームの選手に対し差別的な発言を行った事案が発生。翌2日の試合は出場停止、6日にSVLからの制裁としてムザイに対し10試合の出場停止と制裁金50万円、クラブに対し管理責任としてけん責と制裁金100万円が決定した。

## 成績

### 主な成績
V.LEAGUE DIVISION1 MEN
- 優勝 なし
- 準優勝 なし

天皇杯・皇后杯全日本バレーボール選手権大会
- 優勝 なし
- 準優勝 なし

黒鷲旗全日本選手権
- 優勝 なし
- 準優勝 なし

### 年度別成績

#### V.LEAGUE
| 所属      | 年度    | 最終 順位 | 参加 チーム数 | レギュラーラウンド | レギュラーラウンド | レギュラーラウンド | レギュラーラウンド | ポストシーズン | ポストシーズン | ポストシーズン | 備考 |
| 所属      | 年度    | 最終 順位 | 参加 チーム数 | 順位               | 試合               | 勝                 | 敗                 | 試合           | 勝             | 敗             | 備考 |
| --------- | ------- | --------- | ------------- | ------------------ | ------------------ | ------------------ | ------------------ | -------------- | -------------- | -------------- | ---- |
| DIVISION1 | 2022-23 | 8位       | 10チーム      | 8位                | 36                 | 10                 | 26                 | -              | -              | -              |      |
| DIVISION1 | 2023-24 | 7位       | 10チーム      | 7位                | 36                 | 17                 | 19                 | -              | -              | -              |      |

#### SV.LEAGUE
| 所属      | 年度    | 最終 順位 | 参加 チーム数 | レギュラーラウンド | レギュラーラウンド | レギュラーラウンド | レギュラーラウンド | ポストシーズン | ポストシーズン | ポストシーズン | 備考 |
| 所属      | 年度    | 最終 順位 | 参加 チーム数 | 順位               | 試合               | 勝                 | 敗                 | 試合           | 勝             | 敗             | 備考 |
| --------- | ------- | --------- | ------------- | ------------------ | ------------------ | ------------------ | ------------------ | -------------- | -------------- | -------------- | ---- |
| SV.LEAGUE | 2024-25 | 5位       | 10チーム      | 5位                | 44                 | 23                 | 21                 | 2              | 0              | 2              |      |

## 選手・スタッフ(2025-26)

### 選手
| 背番号                                                                            | 名前                            | シャツネーム | 生年月日（年齢）       | 身長 | 国籍         | Pos   | 在籍年              | 前所属                    | 備考         |
| --------------------------------------------------------------------------------- | ------------------------------- | ------------ | ---------------------- | ---- | ------------ | ----- | ------------------- | ------------------------- | ------------ |
| 1                                                                                 | バルトシュ・クレク              | KUREK        | 1988年8月29日（36歳）  | 205  | ポーランド   | OP    | 2025年-             | ケンジェジン＝コジレ (it) | 移籍加入     |
| 3                                                                                 | 深津旭弘                        | FUKATSU      | 1987年7月23日（37歳）  | 183  | 日本         | S     | 2023年-             | 堺                        |              |
| 4                                                                                 | ヤン・コザメルニク (en)         |              | 1995年12月24日（29歳） | 204  | スロベニア   | MB    | 2025年-             | トレンティーノ            | 移籍加入     |
| 5                                                                                 | 谷口渉                          | TANIGUCHI    | 1996年11月5日（28歳）  | 175  | 日本         | L     | 2022-2023年 2025年- | アオンズ・ミロン (en)     | 復帰         |
| 6                                                                                 | アレックス・フェレイラ (en)     | ALEX         | 1991年11月13日（33歳） | 202  | ポルトガル   | OH    | 2024年-             | ルブリン (pl)             |              |
| 8                                                                                 | 柳田将洋                        | YANAGIDA     | 1992年7月6日（33歳）   | 186  | 日本         | OH    | 2023年-             | ジェイテクト              |              |
| 9                                                                                 | 戸嵜嵩大                        | TOZAKI       | 1995年6月14日（30歳）  | 191  | 日本         | OH    | 2022年-             | VC長野                    | 副キャプテン |
| 10                                                                                | 古賀太一郎                      | KOGA         | 1989年10月4日（35歳）  | 170  | 日本         | L     | 2022年-             | FC東京                    | キャプテン   |
| 11                                                                                | 山田大悟                        | DAIGO        | 1998年4月11日（27歳）  | 191  | 日本         | MB    | 2022年-             | FC東京                    |              |
| 12                                                                                | 村山豪                          | MURAYAMA     | 1998年7月30日（26歳）  | 191  | 日本         | MB    | 2025年-             | ジェイテクト              | 移籍加入     |
| 13                                                                                | 大竹壱青                        | ISSEI        | 1995年12月3日（29歳）  | 202  | 日本         | MB    | 2024年-             | ウリィカード              |              |
| 15                                                                                | 今橋祐希                        | IMAHASHI     | 2000年12月25日（24歳） | 182  | 日本         | S     | 2023年-             | 青山学院大学              |              |
| 17                                                                                | ルチアーノ・ヴィセンティン (en) |              | 2000年4月4日（25歳）   | 199  | アルゼンチン | OH    | 2025年-             | ヤストシェンブスキ (pl)   | 移籍加入     |
| 25                                                                                | 後藤陸翔                        | RIKUTO       | 2001年5月13日（24歳）  | 190  | 日本         | OH    | 2024年-             | 近畿大学                  |              |
| 26                                                                                | 伊藤吏玖                        | ITO          | 2001年11月14日（23歳） | 195  | 日本         | MB    | 2024年-             | 早稲田大学                |              |
| 29                                                                                | 大前隆貴                        | OHMAE        | 2002年11月21日（22歳） | 174  | 日本         | L     | 2024年-             | 愛知学院大学              | 新人         |
| 30                                                                                | 川野琢磨                        | KAWANO       | 2006年7月25日（18歳）  | 197  | 日本         | OH/OP | 2024年-             | 早稲田大学（在学中）      | 強化育成選手 |
| 31                                                                                | 黒川竜星                        | KUROKAWA     | 2002年5月31日（23歳）  | 177  | 日本         | S     | 2024年-             | 大阪産業大学              | 新人         |
| 出典：チーム新体制リリース チーム公式サイト Vリーグ公式サイト 更新：2025年6月16日 |                                 |              |                        |      |              |       |                     |                           |              |

### レンタル移籍
| 名前     | 生年月日（年齢）      | 身長 | 国籍 | Pos | レンタル先                | 備考   |
| -------- | --------------------- | ---- | ---- | --- | ------------------------- | ------ |
| 亀山拓巳 | 2001年2月27日（24歳） | 190  | 日本 | OH  | フリカーニ・ロイマー (fi) | [ 45 ] |
| 五頭寛大 | 2003年1月25日（22歳） | 180  | 日本 | L   | アカ・バレー (fi)         | [ 46 ] |

### スタッフ
| 役職                                                                              | 名前                 | 備考 |
| --------------------------------------------------------------------------------- | -------------------- | ---- |
| 監督                                                                              | カスパー・ヴオリネン |      |
| コーチ                                                                            | 橘裕也               |      |
| エグゼクティブディレクター                                                        | 久保田健司           |      |
| プロデューサー                                                                    | 齋藤しゅん           |      |
| ゼネラルマネージャー                                                              | 堺大輔               |      |
| チームディレクター                                                                | 原口攻太             |      |
| コーチ兼選手                                                                      | 手原紳               |      |
| コーチ                                                                            | ヨナス・フタカンガス | 新任 |
| チームドクター                                                                    | 荻内隆司             |      |
| トレーナー                                                                        | 八亀康次             |      |
| トレーナー                                                                        | 堀内壮春             |      |
| トレーナー                                                                        | 近藤孝則             | 新任 |
| アナリスト                                                                        | 木村峻之             |      |
| チームマネージャー                                                                | 碩幸輝               |      |
| 通訳                                                                              | 戸田涼介             | 新任 |
| 通訳                                                                              | 張由輝               | 新任 |
| クラブスタッフ                                                                    | 宮原和輝             |      |
| コミュニケーションマネージャー                                                    | 野瀬将平             |      |
| ハイパフォーマンスアドバイザー                                                    | 吉田清司             |      |
| ビーチバレーボール選手                                                            | 渡辺周馬             |      |
| 出典：チーム新体制リリース チーム公式サイト Vリーグ公式サイト 更新：2024年8月28日 |                      |      |

## アンダーカテゴリー
スクール・U15チームが存在する。

### スクール
港区・渋谷区と江東区・大田区にスクールが存在するほか、都内各所で提携スクールへの協力を行っている。

### スタッフ
| 役職                   | 名前       | 備考                               |
| ---------------------- | ---------- | ---------------------------------- |
| コーチ                 | 竹内香奈子 |                                    |
| コーチ                 | 中山荘子   |                                    |
| コーチ                 | 碩幸輝     | トップチームアシスタントコーチ兼任 |
| コーチ                 | 平田亮介   |                                    |
| コーチ                 | 栗山英之   |                                    |
| 出典：チーム公式サイト |            |                                    |

### 東京グレートベアーズU-15
2025年4月から男子チームが活動。ヘッドコーチは武藤鉄也。